# كأس فرنسا 1959–60
كأس فرنسا 1959–60 (بالفرنسية: Coupe de France de football 1959-1960)‏ هو موسم من كأس فرنسا. أشرف على تنظيمه اتحاد فرنسا لكرة القدم، وفاز فيه نادي موناكو.